# Enterprize
Enterprize («Энтерпрайз») — марсельная шхуна, построенная в Хобарте (Тасмания) в 1830 году Уильямом Пендером. Использовалась для каботажных перевозок угля, скота и прочих припасов.
В апреле 1835 году Джон Паскоу Фокнер купил шхуну для обслуживания своих будущих поселений в заливе Порт-Филлип, в тот момент находящихся в южной части колонии Новый Южный Уэльс. Однако передача судна задержалась на несколько недель, так как оно использовалось на перевозке угля в Ньюкасл (Новый Южный Уэльс). Фокнер вступил во владение судном 18 июля 1835 года в Лонсестоне (Тасмания), заплатив за неё в итоге ₤430, со скидкой ₤20 от первоначальной цена ₤450 за задержку.
Фокнер был готов отправиться в залив Порт-Филлип в августе 1835 года, но в последний момент кредиторы не позволили Фокнер присоединиться к экспедиции, и та отправилась без него. На борту Enterprize при отбытии из порта Джорджтауна (Тасмания) находились торговый капитан Джон Ленси, представитель Фокнера; Джордж Эванс, строитель; Уильям Джексон и Роберт Марр, плотники; Эван Эванс, слуга Джорджа Эванса; и слуги Фокнера: Чарльз Вайз, пахарь; Томас Морган, слуга; Джеймс Гилберт, кузнец, с беременной женой Мэри. Командовал судном капитан Питер Хантер.
15 августа 1835 году шхуна вошла в реку Ярра. После подъёма вверх по течению она пришвартовалась в районе сегодняшней Уильям-стрит в Мельбурне. 30 августа 1835 года колонисты высадились на берег, чтобы построить склад и расчистить землю для посадки овощей. После этого шхуна возвратилась в Джорджтаун.
Независимо от экспедиции Фокнера Джон Элдер Уэдж, член Ассоциации Порт-Филлип, вышел из Лонсестона 7 августа 1835 года, чтобы также основать поселение на земле, которую по утверждению компании принадлежала ей. Когда Уэдж достиг реки Ярра, колонисты Фокнера уже обосновались на новом месте.
Сам Фокнер прибыл в новое поселение в пятницу, 16 октября 1835 года, во время второго плавания Enterprize в залив Порт-Филип. Он записал в дневнике: «Добрался до залива, привёз 2 коровы, 2 телёнка и 2 лошади». К этому времени притязания Ассоциации Порт-Филлип на побережье залива были отвергнуты Заявлением губернатора Бурка от 26 августа 1835 года. Юридически и Фокнер, и Бэтмен, и Уэдж, и представляемые ими стороны были виновны в нарушении границ коронных земель, однако они остались в новое поселении, которое стало называться Мельбурн.
Enterprize продолжала работать в качестве каботажного судна более десяти лет после основания Мельбурна. Шхуну исключили из регистра судоходства Хобарта после крушение на реке Ричмонд в северной части Нового Южного Уэльса 5 июля 1847 года. В катастрофе погибло два человека.
Точная судьба шхуны оставалась неопределённой в течение примерно 100 лет из-за путаницы с кораблём, имевшим похожее название. 16 сентября 1850 года корабль под названием Enterprise выбросило сильным южным ветром на песчаную косу у города Уоррнамбул. Экипаж были спасен аборигеном по имени Бакавол, который добрался с верёвкой до корабля через бурное море. В 1880-х годах низкие отливы позволили добраться до места крушения, и многие части судна появились в продаже как части «шхуны Enterprize Фокнера». Место крушения в итоге полностью занесло песком, и на нем была организована стоянка трейлеров. Судно считалось шхуной Фокнера вплоть до 1970-х годов, когда были предприняты обширные исследования с изучением регистра судоходства и местных газет, в итоге опровергнувшие это предположение.
Полностью рабочая реплика шхуны Enterprize было спущено на воду в Мельбурне в 1997 году. Ей распоряжается фонд Enterprize Ship Trust Архивная копия от 20 сентября 2016 на Wayback Machine от имени народа штата Виктория. С 1997 по 2011 годы судно было приписано к Уильямстаун (юго-западная часть Мельбурна). В сентябре 2011 года её перевели в порт Доклендс. Шхуна совершает регулярные рейсы из Доклендса и других портов по заливу Порт-Филлип.